# Chałupki (Widuchowa)
Chałupki – część wsi Widuchowa w Polsce, położona w województwie świętokrzyskim, w powiecie buskim, w gminie Busko-Zdrój.
W latach 1975–1998 Chałupki administracyjnie należały do województwa kieleckiego.